# 七·二〇事件

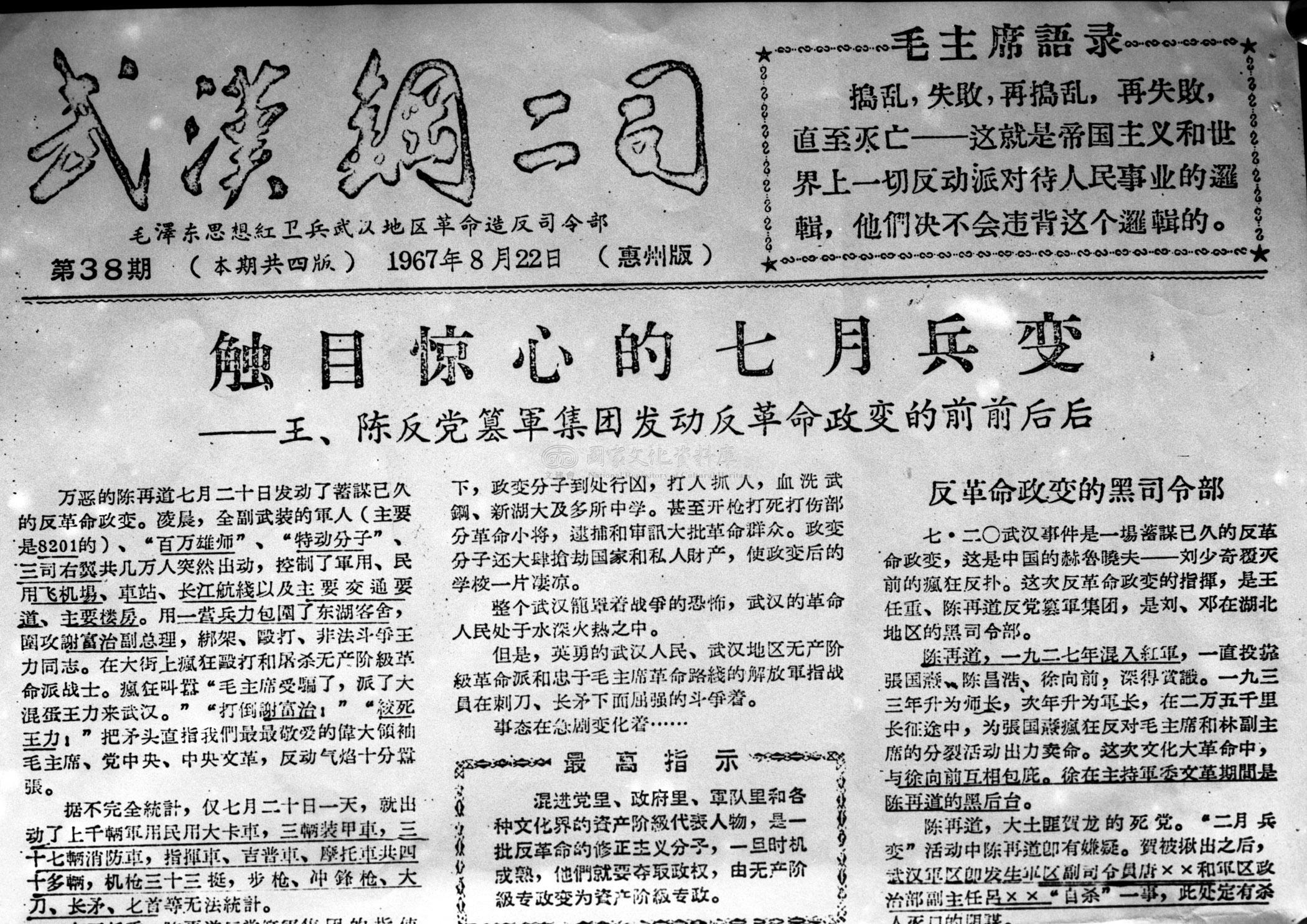
紅衛兵刊物《武漢鋼二司》報頭文章

七·二〇事件，或称七二〇事件、武汉事件、武汉“七二〇”事件，是文化大革命时期湖北武汉1967年7月20日武汉保皇派组织百万雄师揪斗中央文革成员王力的事件。

## 历史背景
1967年1月武汉造反派对中共湖北省委、湖北省人民委员会的夺权因权力分配不均失败。2月8日，“工总”、“二司”等造反派组织在《长江日报》发表《关于武汉地区当前局势的声明》（时称《二·八声明》），《二·八声明》把部分造反派组织说成“机会主义”、“托派”，导致造反派初步分裂为“钢派”（包括“工总”、“二司”、“九·一三兵团”等）和“新派”（包括“新华工”、“新湖大”、“新华农”、“工造总司”等）。
2月18日，武汉军区发表《严正声明》，批驳《二·八声明》，派军队重新接管设有长江日报社的红旗大楼。3月17日，武汉军区逮捕“工总”头目朱鸿霞、胡厚民、夏邦银和各分部头目三百余名。3月21日，武汉军区发布通告，认定“工总”是反革命分子操纵的组织，立即予以解散。4月2日，《人民日报》发表社论《正确地对待革命小将》，社论根据武汉造反组织和北京航空学院红旗战斗队驻汉联络站提供的材料写出，提出要坚决回击“社会上出现的一股资本主义复辟的反革命逆流”。4月6日，《中央军委十条命令》发出，不准任意取缔群众组织。武汉出现“坚决为工总翻案”、“打倒陈再道”的标语口号。“二司”、“新华工”、“工总”等组织的成员纷纷上街游行。
5月16日，“百万雄师”（全名“武汉地区无产阶级革命派百万雄师联络站”）成立。武汉造反派和“百万雄师”之间的斗争日趋激烈，武斗、流血事件频频发生。据不完全统计，6月4日至30日，武汉市在武斗中死108人，伤2,774人。6月26日，中央文革小组办事组和全军文革小组办公室共同向武汉军区发电报，要求“武汉军区立即采取有力措施制止武斗。‘百万雄师’一些人对若干院校和工厂的围攻，应立即停止，杀害革命群众的凶手，应按照中央《六·六通令》严肃处理。中央将请武汉军区和各群众组织的代表来京汇报”。

## 事件经过

### 7月10－18日
7月10日，周恩来通知武汉军区司令员陈再道说，不用去北京了，问题就在武汉解决。:1 14日中午，国务院副总理兼公安部部长谢富治和中央文革小组成员王力奉中共中央之命，以“中央代表团”成员名义抵达武汉。:8 同日晚，毛泽东到达武汉，住在东湖宾馆。:8 同日深夜，谢富治、王力到湖北大学看大字报，受到造反派学生欢迎。:12
15日，为纪念毛泽东渡长江一周年，“百万雄师”提前一天组织渡江活动。造反派则组织了几万人的游行，结果被“百万雄师”袭击，多人死亡，上百人受伤。:14-16 15日晚，谢、王到华中工学院看“新华工”大字报并与学生座谈。:17-19 16日，武汉大街上开始出现“百万雄师”署名的反对谢、王的标语，深夜，谢、王前往 “百万雄师”联络总站，要求他们立即停止武斗，谈话不欢而散。:21-24 17日凌晨1时，谢、王前往位于武汉测绘学院的“二司”司令部与学生座谈，要求收缴武斗器械，于是各校造反派开始封存自制武器。:33,35
15日至18日，周恩来召集武汉军区领导与支左负责人开会，连续四天听取情况汇报。:36 18日下午，周恩来宣布其意见（经毛泽东审阅）：（1）武汉军区在过去几个月犯了严重的方向路线错误，陈再道和钟汉华应当做自我批评；解散工总是错误的；要为工总平反，释放所有在押的造反派领袖。（2）二司、三新、九·一三兵团和工总是真正的革命组织，应当形成将来大联合的核心。（3）不应当取缔或解散任何群众组织，包括保守组织。（4）“百万雄师”是保守组织；工总恢复后，可能进行报复，应当劝告他们不要这样做。（5）三司是一个有保守倾向的组织。（6）武汉军区应当劝告农民不要进城帮助保守派打造反派。（7）武汉军区应当鼓励其下属单位支持造反派。（8）所有群众组织都要加强整顿，改变自己对解放军的看法。:39 会议宣布纪律：不录音，不上大字报，不传达。:36 8201部队政委蔡炳臣要求传达周恩来讲话精神，钟汉华（武汉军区第二政委，第一政委空缺）同意，蔡当晚即开始传达。:36 18日晚，毛泽东在东湖宾馆召集武汉军区领导开会，亲自劝说军区领导转弯子。:36

### 7月19－20日
19日凌晨，谢、王在武汉水利电力学院体育馆向在场数千群众表示支持无产阶级革命派，刘丰（武汉军区空军副司令员）与肖前（武汉军区空军政委）也在大会上表态要支持革命左派。19日，谢、王和刘丰讲话录音被造反派拿到武汉三镇反复播放。:45
19日上午，武汉军区党委常委会召开，通过陈再道和钟汉华的检讨；下午三点多，武汉军区在军区礼堂召开师以上干部会议，谢、王发表讲话，散会后，陈、钟亲自去释放了被拘禁的“工总”头头朱鸿霞和胡厚民。:59 此时，武汉开始流传王力的“四点指示”：“武汉军区“支左”的大方向错了；要为“工总”平反，释放被抓的造反派；造反派是革命派、左派；“百万雄师”是保守组织”。 有独立师指战员到军区闹事，要求澄清流传的王力“四点指示”。:54 深夜，8201部队和百万雄师联合成立“临时联合代表团”（21日下午改名“专揪王力司令部”）。:63 车辆全市大游行（官方资料称约有两千辆）自19日晚7时左右持续到20日早6时。:70
20日早晨，“百万雄师”、“武汉公检法”部分人和8201部队部分战士涌进东湖宾馆，把王力带到武汉军区大院进行质问。:75 为确保毛泽东的安全，周恩来安排毛泽东乘飞机离开武汉。:140 “百万雄师”开始大规模示威，谣言传遍全市，声称毛泽东对“百万雄师”批示“大、好、纯，要爱护它” 、中央文革小组来电“王力不能代表中央文革”等。20日，百万雄师占领湖北大学，几十个造反派的据点被拔除。:144,152

### 7月21－31日
22日，谢、王回到北京。:162 到23日，全市只剩华中工学院、武汉测绘学院等四五所大专院校仍被造反派控制。 23日，中央广播电台反复播送谢、王安全返回北京的消息。:175 全国各地都举行声势浩大的示威游行，声讨“武汉的反革命分子”。
24日晚，“百万雄师”出动百余辆卡车游行，呼喊“打倒陈再道”、“踏平工总，镇压反革命”等口号。:18925日，中央文革小组在北京天安门广场举行“百万人集会”。:197
26日，武汉军区发布《中国人民解放军武汉军区公告》，承认方向路线错误，宣布平反“工总”。26日晚，“百万雄师”召开常委会议，决定疏散其群众，实际上等于自行解体。几天后，“百万雄师”的13名主要头目被捕，其中8人一直被关押到1972年3月，一人死于狱中。:217,224
27日，北京向武汉群众发出《中共中央、国务院、中央军委、中央文化革命小组给武汉市革命群众和广大指战员的一封信》，号召他们把斗争矛头指向“武汉军区内个别坏人”、“百万雄师、公检法中一小撮坏头头”。:198 27日，陈再道、钟汉华的职务被撤销。:216 30日，北京任命前沈阳军区副司令员曾思玉为武汉军区司令员，前武汉空军副司令员刘丰为武汉军区政委。:240 31日，《武汉地区无产阶级革命派总指挥部紧急通告》发布。

## 事件后续
七二〇事件后，造反派开始迫害他们单位的前保守派。 报复高潮持续约两个月。1974年3月19日，一群人绑架了赵辛初和赵修，两天后中共中央办公厅宣布：“一、随便抓走赵辛初、赵修、李振江等人，是完全错误的；二、‘七·二〇事件’不能翻案。”
文革结束后，1978年9月24日，中共湖北省委、湖北省革命委员会、中共武汉军区党委提交《关于处理武汉“七·二〇事件”的请示报告》，11月26日中共中央转发并表同意。11月28日，在洪山礼堂召开全省有线广播大会，宣读中共中央表示同意的通知、《关于处理武汉“七·二〇事件”的请示报告》、《陈再道给湖北省、武汉市广大工人、贫下中农、革命干部和解放军指战员的一封信》，宣布七二〇事件中遭受迫害的干部群众，以及当时同情、支持这些群众组织的干部、群众及家属，一律平反，恢复名誉。七·二〇事件翻案。:492 12月1日，武汉市委发出《关于为俞文斌、李树春、杨道安、纪登清、谢敏华、刘敬胜、孙德洲、章迪杰、汪仕奇、汤忠云等同志平反、昭雪的决定》，并召开十万人有线广播大会，宣读中共中央决定并为十位“百万雄师”、“武汉公检法”领导人平反昭雪。

## 事件影响
事件前后产生了很多诗歌作品，如《请鬆一松手——献给抗暴斗争中英勇牺牲的战友》（吕凉）、《我在武汉大街上行走》（小战）、《红旗大楼颂》（李长生）、《在那天快亮的时候》（朝辉）等。当时被收集于《江城壮歌》等诗歌集，白桦出诗歌集《迎着带血的铁矛散发的传单》。其中最为著名的是武汉人、新华农成员吴克强所写的《放开我，妈妈！》。此诗作于1967年6月，正是七·二〇事件前夕。反映了当时武汉激烈残酷的武斗流血冲突。高度概括浓缩了武汉以至全国，在运动冲击、武斗流血氛围中，众多人民群众、青年人的生活境况。
七·二〇事件是文革斗争矛头转向军队的标志。作为中共中央最高喉舌的《红旗》杂志发表社论指出“要揪出带枪的刘邓路线”，指出文革分三阶段，一阶段是揪文化战线黑帮（三家村等）；二阶段是揪党政部门走资派；三阶段是揪军内走资派。由于这篇社论，中央文革成员王力、关锋、戚本禹先后被隔离审查，史称王、关、戚事件。

## 各界评论
- 毛泽东1967年9月与曾思玉、刘丰谈话：“在武汉，我同你们谈话时，当时王力的态度就很凶。我们有个错误，第一天到武汉就应找陈再道做工作”。“（王力）没有先做好部队的工作，然后再去做好两派的工作。没有好好进行调查研究，下车伊始就哇里哇啦地叫，这种人没有不犯错误的”。“前一次王力他们解决百万雄师就是不听我的，不先同部队讲好，做好工作，而急急忙忙到群众中去表态，有偏向，又不找我，捅了一个马蜂窝，着急。前次我不走就好了，王力他们搞得太凶了。”[5]“武汉‘七二○事件’，本来是可以避免的。王力在水利电力学院抢先点了一把火，支一派，打一派，搞得‘百万雄师’与几个‘钢派’群众组织对立，结果人民遭殃，武汉军区和军分区、县人武部受到冲击。”[6]
- 中共湖北省委副书记、中共武汉市委书记钱运录主编的《当代中国的湖北》：王力和谢富治“违背周恩来关于中央代表团不要公开露面的指示，违背毛泽东和周恩来议定的解决武汉问题的上述方针，公开在群众中支持“钢派”和“新派”，压制“百万雄师”，顿时加剧了两派组织的对立情绪。七月二十日晨，“百万雄师”的一些群众和解放军武汉地区独立师、二十九师的战士数百人涌进王力住处，用汽车把他带到武汉军区大院进行质问。二十日至二十三日，武汉军民一起涌上街头，连续举行大规模的示威游行，抗议王力、谢富治挑动群众斗群众的罪行。这就是“七·二○”事件的真相。”[7]
- “百万雄师”一号人物俞文斌：“我们反对了中央文革、四人帮，其实就是针对了毛泽东。的确，当时实质上就是反对了毛泽东，但是毛的文革全错了呀……‘七二〇’这个事，王力要负责，谢富治始终不讲话。江青要负最大的责任。”[1]:232
- 徐海亮认为：“文革结束以来的流行说法是王力和造反派群众泄露了中央精神，激怒了不同观点的群众，与历史事实完全不符。王力在武汉的公开讲话，从未去传达与透露总理讲话的内容”。[1]:324“如不是独立师传出似是而非消息，挑动‘百万雄师’到军区公开闹事，武汉三镇根本不知道什么‘四点指示’”。[1]:392 老田认为，四点指示是8201部队政委蔡炳臣捏造的，并且绕过百万雄师总部，直接下达给百万雄师各区级联络站。[8]

## 扩展阅读
- 张健编，《七月流火》，鄂省图内字第57号，1998年。（作者曾在武汉军区服役，《七月流火》是关于七二〇事件的报告文学，仅存于湖北省图书馆。）
- 陈再道，《陈再道回忆录》，解放军出版社，1988年；解放军出版社，2009年第2版，ISBN 978-7-5065-5691-0。（作者时任武汉军区司令员。）
- 陈再道，《浩劫中的一幕——武汉七二○事件亲历记》，解放军出版社，1989年。
- 王力，《现场历史——文化大革命纪事》，香港：牛津大学出版社，1993年。（作者是“七二〇事件”的重要当事人。）
- 王力，《王力反思录》，香港北星出版社，2001年。
- 杨道远，《奉献——我经历的无产阶级文化大革命》，香港：中国文化传播出版社，2010年。（作者是武汉“钢二司”司令。）
- 章迪杰，《峥嵘岁月——回忆武汉“百万雄师”》，香港：中国文化传播出版社，2015年12月。（作者是“百万雄师”的联络部长。）

## 原始文献
- 维基文库中的相關文獻：关于武汉地区当前局势的声明
- 维基文库中的相關文獻：正确地对待革命小将
- 维基文库中的相關文獻：中国人民解放军武汉军区公告
- 维基文库中的相關文獻：中共中央、国务院、中央军委、中央文化革命小组给武汉市革命群众和广大指战员的一封信
- 维基文库中的相關文獻：武汉地区无产阶级革命派总指挥部紧急通告
- 维基文库中的相關文獻：关于处理武汉“七·二○事件”的请示报告